# Карліовський потрійний розлом

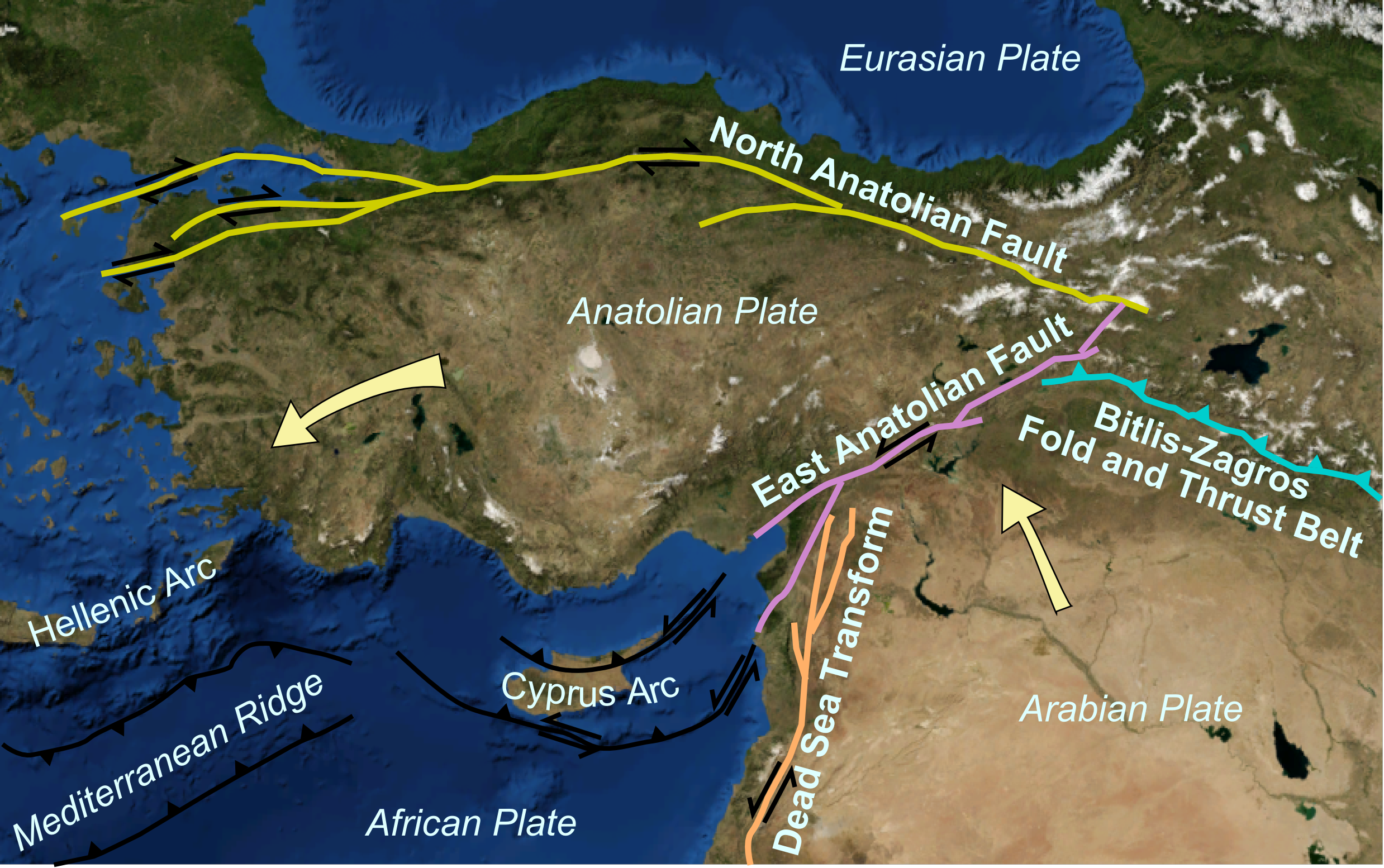

Карліовський потрійний розлом або Карліовський трійник — потрійний стик трьох тектонічних плит Аравійської, Євразійської й Анатолійської. Від нього прямує на захід Північно-Анатолійський розлом та на південний захід Східно-Анатолійський розлом.